# Imaike (metropolitana di Nagoya)
Imaike (今池駅?, Imaike-eki) è una stazione della Metropolitana di Nagoya situata nell'area centro-occidentale della città. Offre l'interscambio fra le linee Higashiyama e Sakura-dōri.

## Linee
Linea Higashiyama (H14)
 Linea Sakura-dōri (S08)

## Struttura
La stazione, sotterranea, offre l'interscambio fra le due linee, entrambe con banchine centrali e due binari passanti.
| 1 | Linea Higashiyama | per Higashiyama Kōen e Fujigaoka      |
| 2 | Linea Higashiyama | per Sakae, Nagoya e Takabata          |
| 3 | Linea Sakura-dōri | per Aratama-bashi, Nonami e Tokushige |
| 4 | Linea Sakura-dōri | per Nagoya e Nakamura Kuyakusho       |

## Stazioni adiacenti
| «                 | Servizio          | »                 |
| Linea Higashiyama | Linea Higashiyama | Linea Higashiyama |
| ----------------- | ----------------- | ----------------- |
| Chikusa           | -                 | Ikeshita          |
| Linea Sakura-dōri |                   |                   |
| Kurumamichi       | -                 | Fukiage           |